# Sicyodes gynoloxa
Sicyodes gynoloxa är en fjärilsart som beskrevs av Louis Beethoven Prout 1938. Sicyodes gynoloxa ingår i släktet Sicyodes och familjen mätare. Inga underarter finns listade i Catalogue of Life.